# Rullband (ljudmedium)

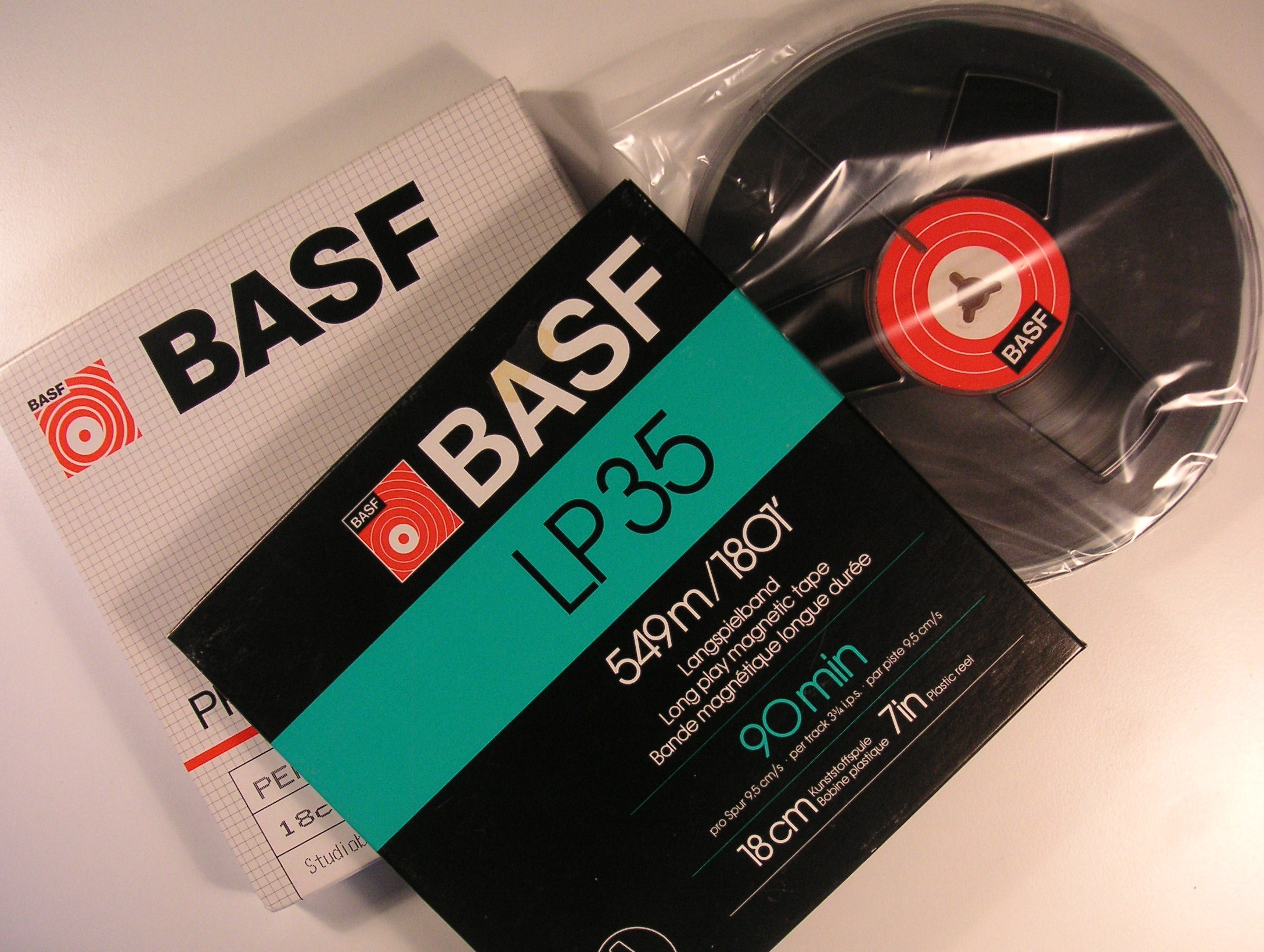
Rullband av märket BASF.

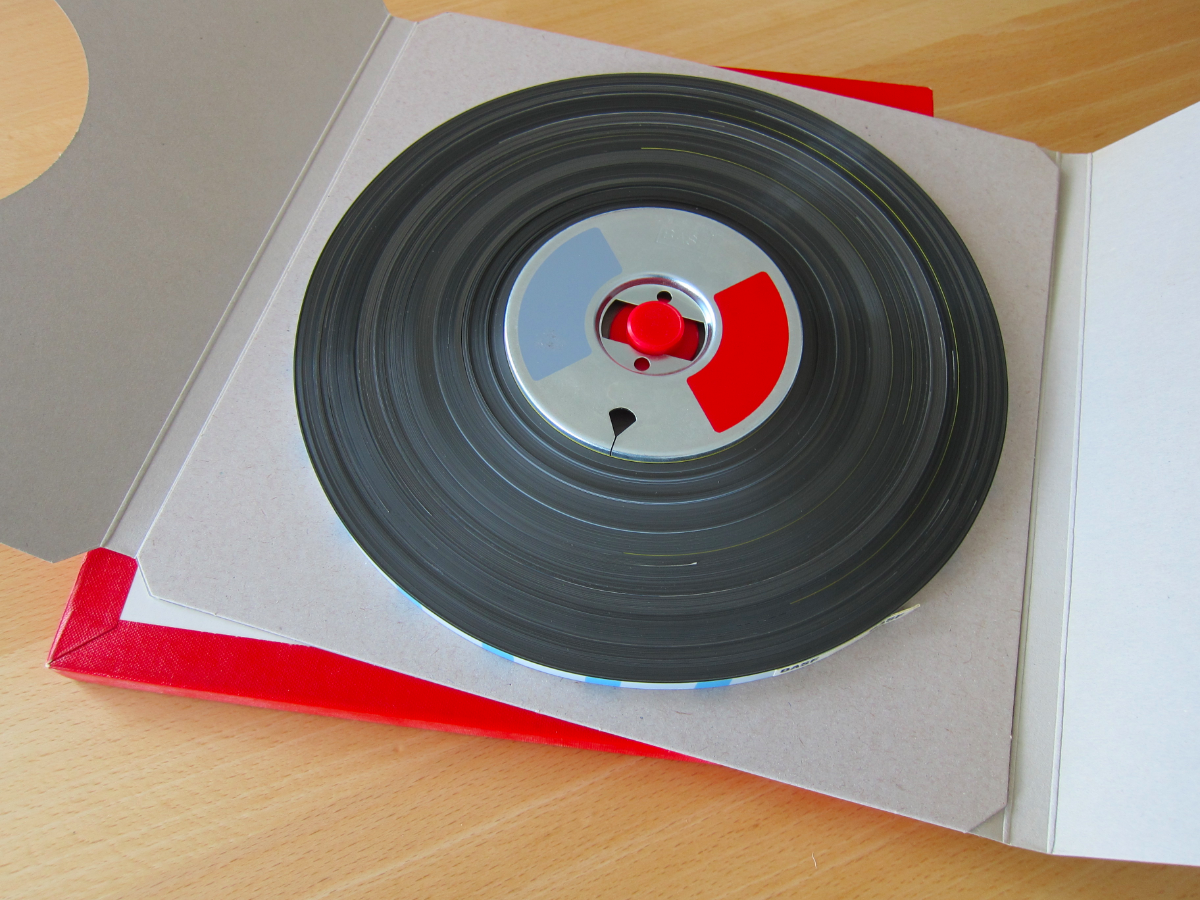
Rullband för professionellt bruk.

Rullband (på engelska reel to reel tape) är analoga magnetband som används i studio och förut även i hemmamiljö för att spela in ljud som tal och musik. 
Rullband användes i hemmamiljö under 1950-talet fram till början av 1970-talet då kassettbanden fick genomslag.
I studio har de analoga rullbanden till stor del ersatts av digitala inspelningsvarianter, men vissa studior spelar fortfarande in på rullband. Rullbandens nackdelar är att de är mekaniskt känsliga, klumpiga och slits snabbt. Band kan trasslas in i maskineriet. Jämfört med digital inspelning är inspelning på rullband dyrt. 
Fördelar med rullband kan vara att musikerna idag vill ha en annan inspelningsprocess än att spela in med en DAW. Men framförallt ger analogt rullband ett säreget ljud, en tjockare analog klang som kan anses vara eftersträvansvärd.

## Typer
Bredden på rullbanden anges alltid i tum där det finns fyra olika bredder som standard: kvarttum (1/4"), halvtum (1/2"), entum (1") och tvåtum (2"). Tonhuvudet på rullbandspelaren fördelar sedan denna bandbredd in i ljudkanaler. 
Då rullband användes i hemmamiljö var kvarttumsband standard. Masteringsbandare använder ofta kvarttumsband, men i vissa fall används halvtumsband. Vid studioinspelningar behövs ofta många ljudkanaler; tvåtumsband kan då användas med upp till 24 kanaler.